# 島根県道・鳥取県道15号横田多里線
島根県道・鳥取県道15号横田多里線（しまねけんどう・とっとりけんどう15ごう よこたたりせん）は、島根県仁多郡奥出雲町から鳥取県日野郡日南町を結ぶ県道（主要地方道）である。

## 概要

### 路線データ
- 起点：島根県仁多郡奥出雲町横田（国道314号交点）
- 終点：鳥取県日野郡日南町萩原（国道183号交点）
- 総延長：15.3 km

## 歴史
- 1976年（昭和51年）4月1日 - 建設省（現・国土交通省）が主要地方道に指定。
- 1977年（昭和52年） - 島根県側が島根県道15号横田多里線となる。
- 1984年（昭和59年）8月31日 - 鳥取県側が鳥取県道15号横田多里線となる。
- 1993年（平成5年）5月11日 - 建設省から、主要県道横田多里線が横田多里線として主要地方道に再指定される[1]。

## 地理

### 通過する自治体
- 島根県仁多郡奥出雲町
- 鳥取県日野郡日南町

### 交差する道路
| 交差する道路                      | 都道府県名 | 市町村名 | 市町村名 | 交差する場所 | 交差する場所 |
| --------------------------------- | ---------- | -------- | -------- | ------------ | ------------ |
| 国道314号                         | 島根県     | 仁多郡   | 奥出雲町 | 横田         | 起点         |
| 島根県道217号出雲横田停車場線     | 島根県     | 仁多郡   | 奥出雲町 | 横田         |              |
| 島根県道・鳥取県道107号横田伯南線 | 島根県     | 仁多郡   | 奥出雲町 | 横田         |              |
| 国道183号                         | 鳥取県     | 日野郡   | 日南町   | 萩原         | 終点         |